# Arquitectura del Sudeste Asiático

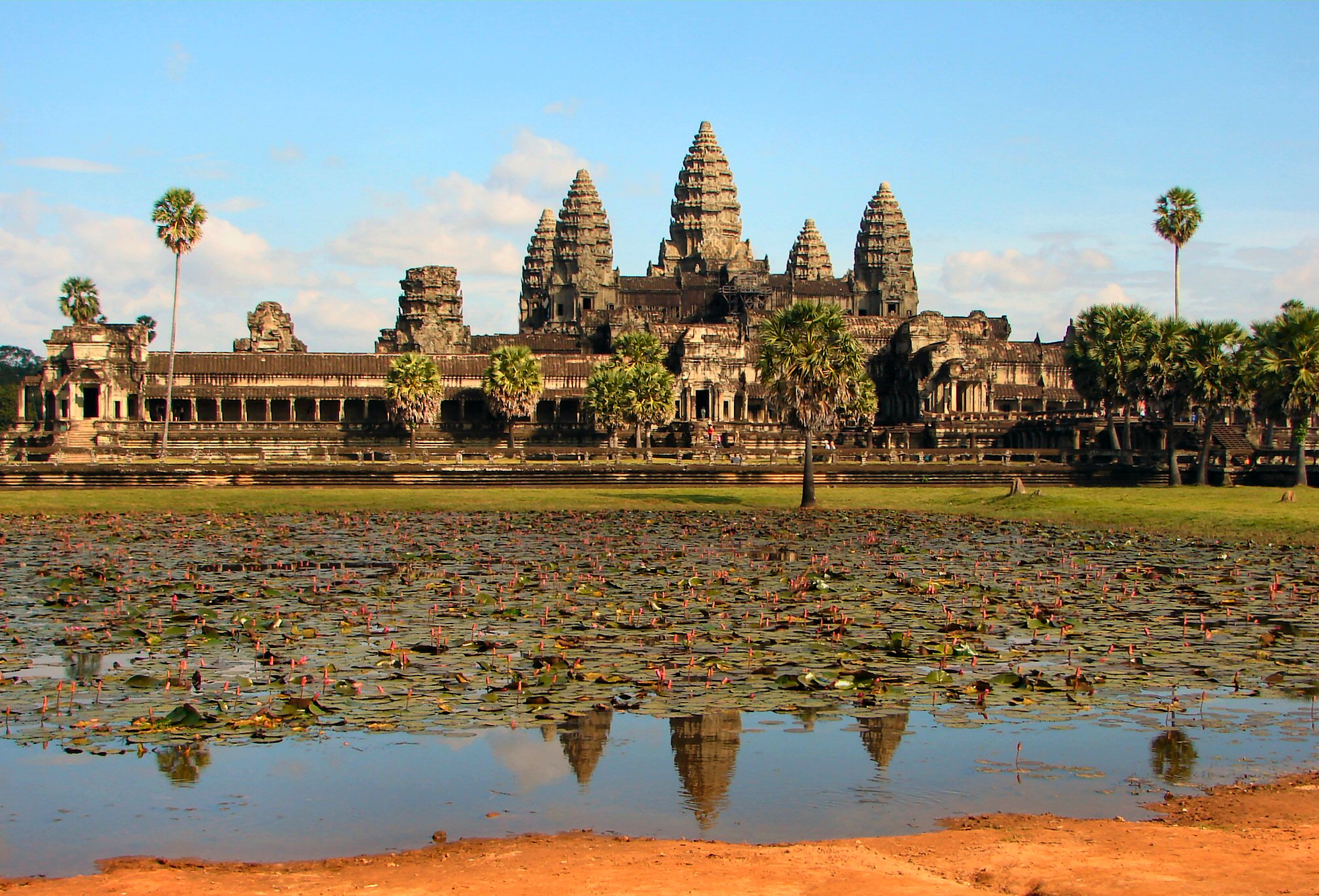
Angkor Wat

Las tradiciones arquitectónicas indias se introdujeron en el sudeste de Asia a través del budismo y el hinduismo. Se extendieron tan rápido que para el siglo XIII la arquitectura de la estupa, la sikhara escalonada y la torre con forma de loto había pasado a través de Birmania, Camboya y Tailandia hasta Indonesia. La mayor parte de ella quedó en ruinas posteriormente, y fue resucitada en los siglos XIX y XX. 
Los mayores logros de la arquitectura del sudeste asiático fueron sin duda Angkor Wat, en Camboya, y la Estupa de Borobudur, Java, Indonesia,  dos templos muy distintos que representan a Meru, la montaña cósmica budista. Mientras que Ankor Wat tiene muchas habitaciones y cámaras, Borobudur es totalmente exterior y, como las pirámides de Mesoamérica, posee la inquietante aparencia de una montaña artificial. 
La construcción de los templos absorbió la mayoría de los esfuerzos arquitectónicos en Birmania, hasta el punto en que solo en la capital, Bagan, se dice que hubo cinco mil estupas y templos, todos ellos decorados con las mejores obras de los artesanos locales. Esta fiebre por los templos se extendió también por Tailandia e Indonesia. Su construcción, así como su apogeo y su caída, nos cuentan también cómo el budismo fue siendo reemplazado gradualmente por el surgimiento del hinduismo.

## Elementos
Conforme el budismo se extendía  por el sudeste asiático, lo hacía la influencia de la arquitectura china. El resultado fue la unión de dos tradiciones muy diferentes, que dio lugar a condiciones muy diferentes y a la construcción de estilos tan variados como las estupas de Birmania, las ciudades-templo de Camboya y los palacios de Bangkok.
Estos son los elementos principales de este tipo de arquitectura: 
- Relieves elaborados: los grabados en relieve forman parte de los templos y palacios de todo el sudeste asiático. La mayoría son muy naturalistas, pero conducen al observador hacia la contemplación de lo más elevado del otro mundo.
- Pequeños chapiteles auxiliares: los palacios tienen una deuda con el diseño de las estupas.
- Pagodas en miniatura: las pagodas en miniatura ricamente decoradas servían para resaltar la estructura del santuario.
- Pan de oro: se usaba mucho el pan de oro, no solo dentro, sino también en el exterior de los templos, para que brillaran con el sol y relucieran con la lluvia.

- Datos: Q5705225